# 劉暁江
劉暁江（りゅう・ぎょうこう、1949年12月-　）は中国人民解放軍海軍の軍人、政治将校。籍貫地は江西省吉安県。出生地は陝西省西安市。2014年12月、軍を退役した。

## 経歴
1949年12月、陝西省西安市に生まれる。籍貫地は江西省吉安県。父の劉海濱は元陝西省人民代表大会常任委員会副主任であり元人民解放軍の将軍であった。夫人は胡耀邦の娘の李恒である。
1970年12月に中国人民解放軍に入隊する。1971年中国共産党に入党する。1968年12月陝西省西郷県豊寧の人民公社の生産隊の一員となる。1970年12月人民解放軍に入隊し鉄道兵として勤務。その間1972年4月から1975年1月まで黒竜江大学で中国文学を学ぶ。その後、小隊長、鉄道兵師団政治部宣伝科幹事を歴任する。この時期に胡耀邦の娘の李恒と結婚する。.
1978年11月総参謀部通信部司令部弁公室秘書、1980年9月に当時の総参謀部副総参謀長であった劉華清の秘書となる。
1983年7月に海軍に移動し海軍司令部弁公室第1秘書処の副処長となる。
その後、総政治部に移動し、1984年9月総政治部幹部部計画調配処（人事部門）副処長となり、その後に幹部部第1任免処の処長となり、幹部部調配処の処長となる。1988年9月に大校（准将）に昇格する。1990年7月、総政治部文化部文芸処の処長となり、その後に文化部の副部長となる。1992年8月総政治部直属工作部の副政治委員となり、1992年12月総政治部文化部副部長となり、その後文化部部長となる。1993年7月少将に昇格する。
1998年8月再び海軍に移動し海軍政治部副主任となり、少将から海軍少将に改められる。2001年7月海軍副政治委員となり、同時に中国共産党海軍党委員会常任委員及び中国共産党海軍規律検査委員会書記に就任する。2002年7月海軍中将に昇格する。この間、2000年9月から2003年7月まで中国共産党中央党校で学習する。
2008年12月海軍政治委員となり、中国共産党海軍党委員会書記を兼任している。2011年7月海軍上将に昇格する。2014年12月、軍を退役した。
中国共産党第16届中央規律検査委員会委員に選ばれる。中国共産党第17届中央委員、第18届中央委員に選ばれる。